# Participatiedemocratie
Participatieve democratie of participatiedemocratie is een vorm van democratie waarin de burger een beleidsbepalende invloed heeft op het bestuur. Beslissingen worden hierbij niet slechts overgelaten aan gekozen vertegenwoordigers, zoals het geval is bij een parlementaire democratie. Het doel hiervan is de gelijkheid van de burgers te bevorderen. Dit kan bereikt worden met het referendum, het petitierecht of in mindere mate handtekeningenacties en demonstraties. Nieuwe ontwikkelingen op dit gebied zijn het gebruik van de nieuwe media, zoals internet, e-mail en sms.
Bij deze vorm van democratie ligt de nadruk op brede participatie van deelnemers in de richtinggeving en werking van politieke systemen. Voorwaarden hiervoor zijn de bereidheid tot deelname aan de beleidsvoering van de burger — deze vorm kost de burger meer tijd dan de representatieve democratie — en een informatievoorziening die dit mogelijk maakt. Nadelen van de participatiedemocratie zijn gebrek aan beslissingskracht en - snelheid van het bestuur, terwijl de burger onmogelijk op elk vlak over voldoende kennis kan beschikken om tot een weloverwogen oordeel te komen en hiertoe ook niet bereid is. Bij dat laatste speelt rationele onwetendheid een rol als de inspanning voor het verwerven van kennis groter is dan het voordeel dat ermee kan worden verkregen.
Volgens Carole Pateman in Participation and Democratic Theory  uit 1970 moet de nadruk van democratie liggen op de volgende punten:
- Het vrijheidsideaal is zelfbestuur.
- Van het individu heeft zij een optimistisch beeld: verbetering (maakbaarheid) is mogelijk, voorkeuren worden gevormd tijdens het politieke proces.
- De samenleving is een associatie — geen aggregaat — van individuen en kent een algemene wil.
- De wijze van besturen: de participatie staat centraal, niet de representatie.
- Nadruk op gelijkheid en consensus.